# 阿拉伯文化

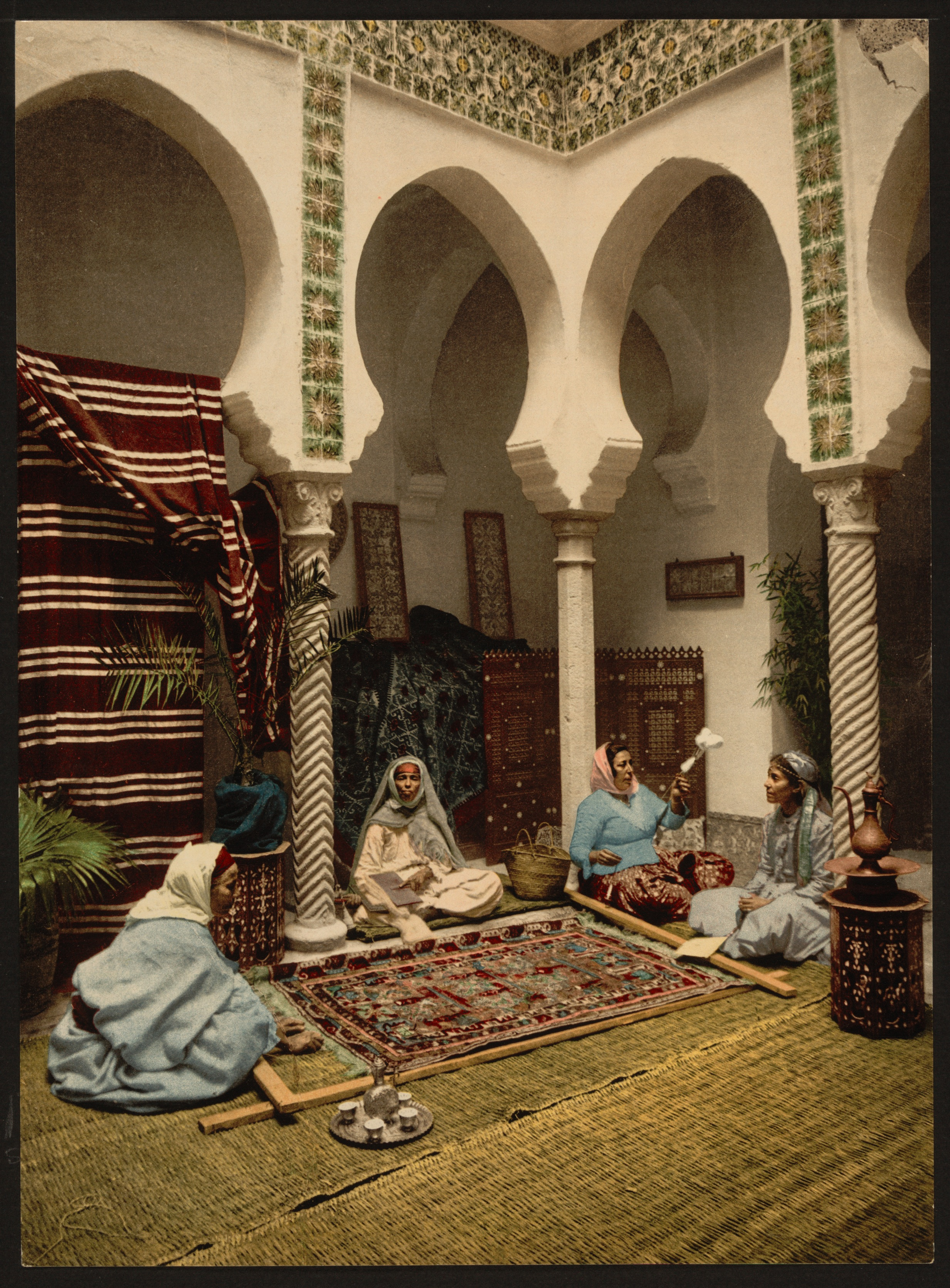
1899年一群在阿爾及爾製作阿拉伯地毯的婦女

阿拉伯文化是指阿拉伯人的文化，它的範圍西起大西洋，东至阿拉伯海，北至地中海，东南达非洲之角和印度洋。阿拉伯文化以阿拉伯语和伊斯兰教為特点。 
阿拉伯文化主要渊源有3个，分別是阿拉伯人自己的文化、外来文化以及伊斯兰教文化（古兰经、圣训、伊斯蘭教法、清真寺）。外來文化方面，阿拉伯帝国曾發起翻译运动並修建智慧之家。阿拉伯学者花拉子米、拉齐、伊本·西拿、伊德里西、查比尔·伊本·赫扬等人的著作還被译成拉丁文传入欧洲。12世纪，印度数字和零通过花拉子米的著作传入欧洲，因而這些數字被稱為阿拉伯数字。肯迪、法拉比等学者將希腊哲学同一神教以及伊斯兰教神学观念互相融合，从而形成阿拉伯哲学。阿拉伯哲学之後又传入欧洲。
阿拉伯的历史学最初以记载穆罕默德及其弟子的事迹为主。阿拉伯歷史學學者有塔巴里、伊本·阿西尔以及伊本·赫勒敦。
古兰经全文用阿拉伯文记述，它是伊斯兰教的经典，也是一本散文文學著作。阿拉伯文學家有贾希兹，阿拉伯文學著作還有一千零一夜，這是一本童话、寓言等故事集。
阿拉伯建築有大马士革大清真寺和萨迈拉大清真寺。